# Ferme de la Valouine
La ferme de la Valouine appelée aussi manoir de la Valouine est une demeure qui se dresse sur le territoire de la commune française d'Osmoy-Saint-Valery, dans le département de la Seine-Maritime, en région Normandie. L'édifice est classé au titre des monuments historiques.

## Localisation
Le manoir est situé route d'Osmoy, à l'écart du village d'Osmoy-Saint-Valery, dans le département français de la Seine-Maritime.

## Historique
Le manoir est bâti en 1602 pour le seigneur de Ricarville.  
Au XVIIe siècle le domaine appartient à « un quart de fief de haubert ». 

## Description
L'ordonnancement des bâtiments respecte les préceptes de Charles Estienne et Olivier de Serres. Les éléments de l'exploitation occupent trois côtés et le logis le dernier côté. Une tour porche porte la date de construction de l'ensemble.
L'édifice est construit de pierre, silex et briques. 
Le logis comporte deux tours et un escalier à double rampe. 
L'édifice possède encore un riche décor dont des fleurs de lys qui ont été effacées lors de la Révolution française.

## Protection
La ferme de la Valouine est classé au titre des monuments historiques par arrêté du 11 février 1930.

## Pour approfondir